# مدرون
مدرون (به انگلیسی: Madron) یک روستا و محله مدنی در بریتانیا است که در کورنوال واقع شده‌است. مدرون ۱٬۵۶۹ نفر جمعیت دارد.